# Gualdi & Figli
Gualdi  war ein italienischer Landmaschinenbauer und Traktorenhersteller mit Sitz in Cavezzo in der Provinz Modena.

## Unternehmensgeschichte
Die Brüder Marco und Arturo Gualdi betrieben ab etwa 1914 einen Metallverarbeitungsbetrieb in dem kleinen Ort Cavezzo in der Provinz Modena in Norditalien. Sie reparierten Fahrräder und bauten Dampfmaschinen, etwa 1918 kam Dreschmaschinenreparatur hinzu.
1925 wurde ein erster Standmotor konstruiert, es war ein liegender Glühkopfmotor, der vier bis sechs PS leistete. Von diesem Motor wurden in den folgenden zehn Jahren etwa 200 bis 300 Stück gebaut. Mitte der 1930er Jahre baute das Unternehmen Standmotoren nach dem gleichen Prinzip, die 6, 8, 10 oder 12 PS leisteten.
Im Zweiten Weltkrieg entstanden erstmals Prototypen von Traktoren, die jedoch nicht in Serie gingen.
Nach Ende des Zweiten Weltkrieges wurden Adriano und Ennio, die Söhne von Marco, und Alberto, Sohn von Arturo Gualdi, in das Unternehmen aufgenommen, das jetzt „Gualdi et Figli“ hieß.
1950 wurde ein weiterer Prototyp eines Traktors – nach wie vor mit Glühkopfmotor – entwickelt, die Serienfertigung von Traktoren begann 1951 und dauerte bis 1959.

## Modelle
Der Typ 25, in Serie gebaut von 1951 bis 1952, hatte einen liegenden Zweitakt-Halbdiesel-Motor. Das Getriebe hatte vier Vorwärtsgänge und einen Rückwärtsgang. 1951 kostete er 2.000.000 Lire, es entstanden 26 Stück.
Sein Nachfolger wurde der Typ 30, gebaut von 1952 bis 1959. Sein Motor leistete bei gleichen Zylindermaßen fünf PS mehr. 1957 kostete er 1.650.000 Lire, was nach damaligem Umrechnungskurs etwa 6600 DM entsprach. Es entstanden 599 Stück.

## Technische Daten
Nachfolgend eine Übersicht über die technischen Daten der einzelnen Varianten:
| Typ | Fahrgest. | Länge (m) | Breite (m) | Radst. (m) | Gew.(kg) | Zylinder | Bo/Hub  | cm³  | PS/min | km/h |
| --- | --------- | --------- | ---------- | ---------- | -------- | -------- | ------- | ---- | ------ | ---- |
| 25  | Rad       | 2,50      | 1,50       |            | 2200     | 1        | 170/220 | 4990 | 25/800 | 14,9 |
| 30  | Rad       | 2,50      | 1,50       |            | 2000     | 1        | 170/220 | 4990 | 30/850 | 14,9 |